# Tamarixia asiatica
Tamarixia asiatica är en stekelart som beskrevs av Kostjukov 1996. Tamarixia asiatica ingår i släktet Tamarixia och familjen finglanssteklar.
Artens utbredningsområde är Kazakstan. Inga underarter finns listade i Catalogue of Life.